# Model ličnosti aspekata
Model ličnosti aspekata je model osobnosti koji kaže da je osobnost uključuje mnoge aspekte, ovisno o načinu na koji se promatra. Riječ aspekt se odnosi na vrste, faze, osobina, percepcije osobnosti. Različiti autori su opisali različite aspekte i dimenzije osobnosti.